# Manner coffee

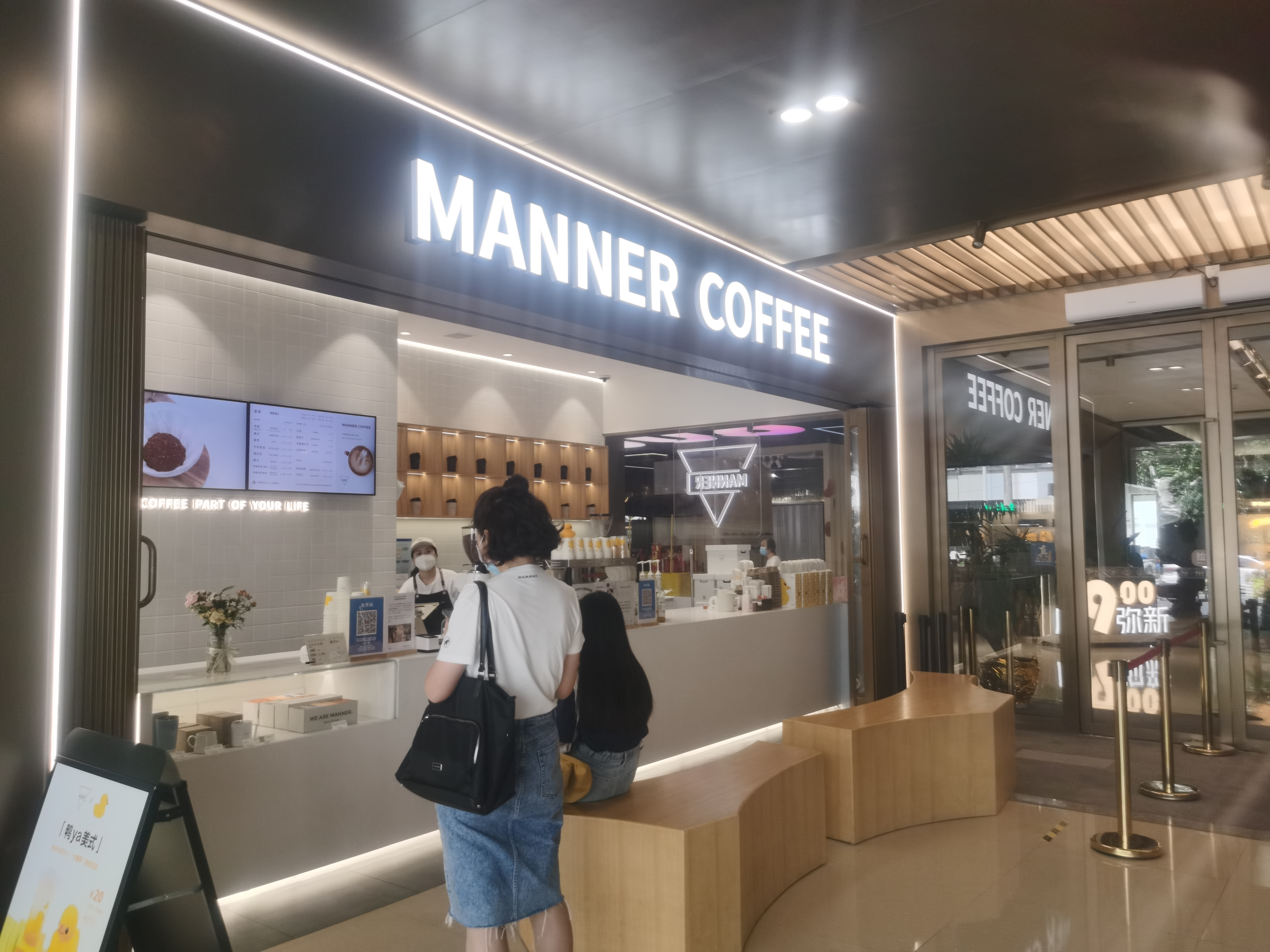
位于静安区九百世纪食品商城的门店

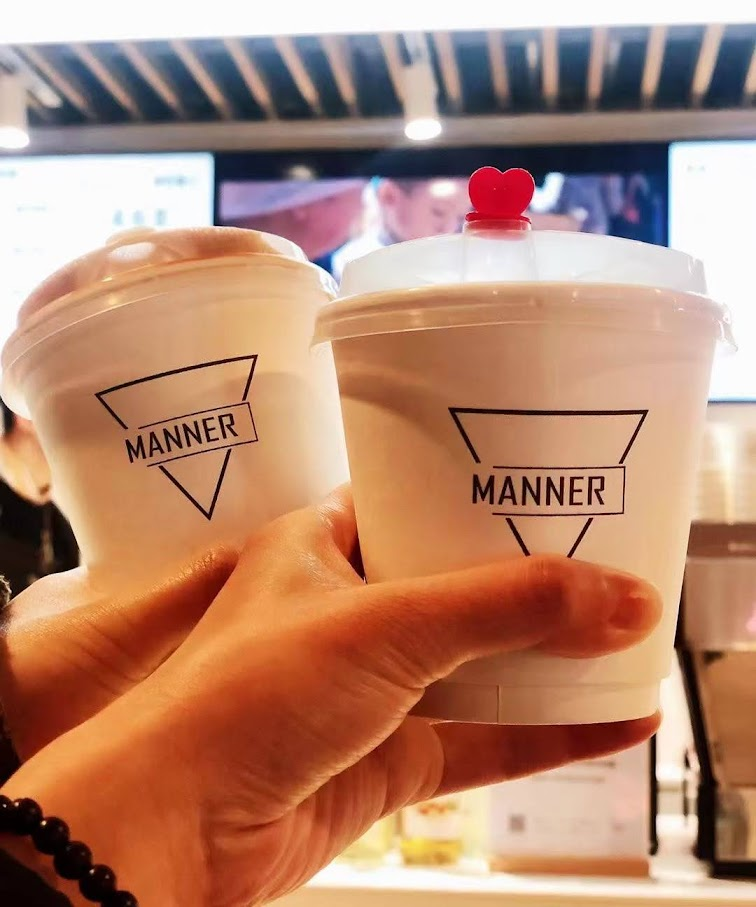
两杯Manner coffee

Manner coffee又稱Manner咖啡，是中華人民共和國一家咖啡連鎖店，隸屬於上海茵赫实业有限公司，2015年由韩玉龙夫妇在上海創辦。截至2021年6月，該連鎖店在上海、北京等地共有133家門店，估值约为28亿美元。

## 历史
2015年，首店于上海市静安区南阳路205号开业。2019年2月开业的上海兴业太古汇店，同时兼顾面包工坊职能。2019年8月10日，苏州首家Manner咖啡店开业。2019年11月18日，成都首家Manner咖啡入驻成都IFS。在当年10月与11月，也先后入驻北京、深圳。2021年1月，上海环球金融中心开设了首家轻食店——Manner CAFE，正式试水餐饮业态。2022年3月13日，Manner Coffee与美团正式推出外卖业务。

## 事件
2024年6月17日，上海兩家Manner門店在同一天內分別發生顧客與咖啡師的衝突事件，引起輿論廣泛關注。第一宗事件中，一名女顧客與威海路門店店員發生爭執，店員情緒失控將咖啡粉潑向顧客並高聲叫囂；第二宗則於梅花路門店，一名女顧客因等待時間過久與男店員發生肢體衝突。事件曝光後，有媒體揭露店員普遍長時間超時工作、人手不足與壓力過大是導火線。Manner Coffee 於6月21日透過微博發表道歉聲明，表示將進行整改，包括優化營運安排、減少顧客等待時間、提升員工培訓與福祉關懷，並強調將防範類似事件再次發生。